# Amelia (film)
Amelia è un film biografico del 2009 sulla pioniera dell'aviazione Amelia Earhart. Il film vede Hilary Swank, due volte Premio Oscar, nei panni della Earhart, con la quale ha inoltre una incredibile somiglianza, e co-protagonisti Richard Gere, nel ruolo di George Putnam, il marito della Earhart, Ewan McGregor, che interpreta l'atleta e pilota Gene Vidal (con il quale la Earhart ebbe una tormentata storia d'amore), Virginia Madsen, Mia Wasikowska nel ruolo dell'aviatrice Elinor Smith, Christopher Eccleston e Joe Anderson. Il film è stato diretto dalla regista indiana Mira Nair e basato sulla sceneggiatura di Ronald Bass e Anna Hamilton Phelan ispirata a varie biografie realizzate sulla Earhart tra cui The Sound of Wings di Mary S. Lovell. Il film ha ricevuto recensioni prevalentemente negative, con i critici polarizzati sulle performance e che hanno criticato la storia del film.
La Swank ha vinto il premio come Migliore attrice all'Hollywood Film Festival 2009.
Il film è uscito negli Stati Uniti il 23 ottobre 2009 e nelle sale italiane il 23 dicembre dello stesso anno. In tutti e due i casi con esito deludente al botteghino: 14.224.000 $ negli USA, 1.107.000 € in Italia.

## Trama
Amelia Earhart è una giovane aviatrice che, nel 1928, per iniziativa del magnate dell'informazione George Putnam, ad un solo anno di distanza dal primo viaggio transatlantico in solitaria di Charles Lindbergh, dapprima compie lo stesso percorso come passeggera, poi lo effettua in solitaria. Stabilisce così in rapida successione il primato di prima donna a sorvolare l'oceano Atlantico e quindi di prima donna ad effettuare in solitaria un viaggio transatlantico.
I continui record infranti, grazie anche all'efficace battage pubblicitario messo su da Putnam, che intanto è diventato suo marito, danno alla Earhart una fama mondiale facendola assurgere ad una sorta di eroina nazionale.
Amelia, sempre impegnata nella promozione dell'aviazione, intrattiene poi una relazione con l'ex atleta e pilota Gene Vidal che le riserverà un posto di particolare importanza nella compagnia aerea che ha costituito. Suo marito, che ormai organizzava sempre meno voli avventurosi preferendo per la moglie eventi promozionali e pubblicità, anche per riconquistarne l'amore si adopera per organizzarle il sogno della vita, il viaggio intorno al mondo. Amelia lascia così Vidal e si getta anima e corpo nella nuova impresa. Questa, una volta trovati i fondi, presenta comunque la non trascurabile difficoltà tecnica di dover trasvolare l'Oceano Pacifico che presenta così pochi approdi da costringere a delle tappe molto complesse per lunghezza e raggiungibilità dei siti.
Dopo un primo tentativo fallito direttamente al decollo, dalle isole Hawaii, si decide comunque di perseguire il progetto effettuando diverse correzioni, come la direzione di rotta che viene invertita, facendo risultare così l'Oceano Pacifico al termine del giro del globo. Dopo settimane di perfetta navigazione attorno al mondo, la Earhart e il suo navigatore Fred Noonan, si devono presentare a quello che è il passaggio più pericoloso del loro viaggio, il rifornimento presso la minuscola isola Howland. Provando a raggiungere la stessa, dopo numerosi febbrili tentativi di contatto radio, il 2 luglio 1937, le flebili trasmissioni provenienti dal volo si interrompono definitivamente. La pioniera dell'aviazione Amelia Earhart, scompare nel nulla con il suo aereo e il suo navigatore, quando non ha compiuto ancora 40 anni. Nonostante una imponente azione di ricerca intrapresa dalla marina e dalla aviazione statunitense, non sarà trovata più alcuna traccia né del veicolo, né dei due sfortunati occupanti.

## Riconoscimenti
- 2009 - Satellite Award
  - Nomination Miglior colonna sonora a Gabriel Yared
- 2009 - Hollywood Film Festival
  - Migliore attrice a Hilary Swank
- 2010 - Young Artist Award
  - Nomination Miglior attore giovane non protagonista a William Cuddy
- 2009 - Alliance of Women Film Journalists
  - Film che avresti voluto amare, ma non potevi
- 2009 - Women Film Critics Circle Awards
  - Nomination Miglior uguaglianza nei sessi
- 2009 - Oklahoma Film Critics Circle Awards
  - Film non così evidentemente peggiore
- 2009 - Women's Image Network Awards
  - Nomination Miglior attrice a Hilary Swank